# Josué Dupon
Pour les articles homonymes, voir Dupon.

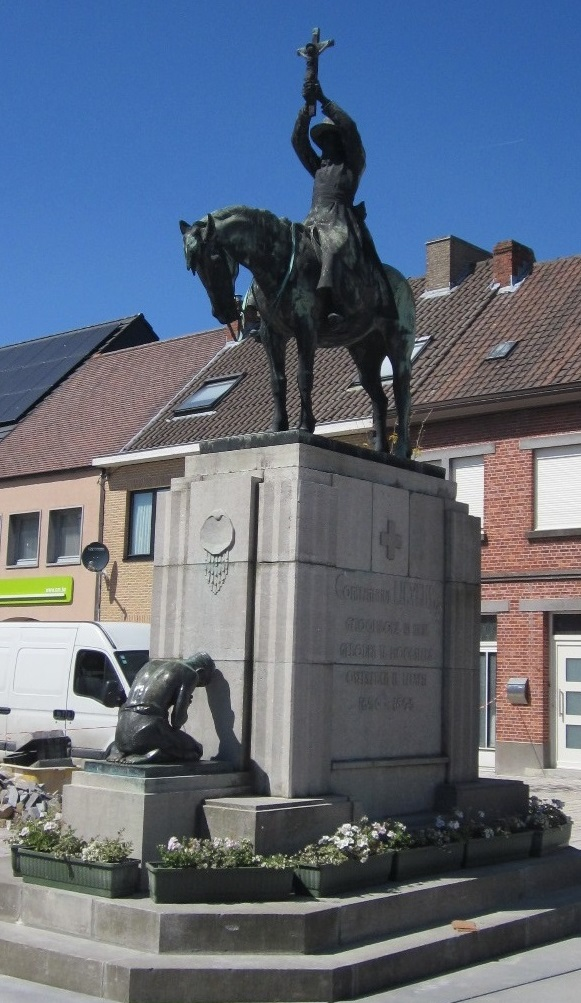
La statue équestre de Constant Lievens, à Moorslede

Josué Dupon, né le 22 mai 1864 à Ichtegem (Belgique) et mort le 13 octobre 1935 à Berchem (Anvers), en Belgique est un sculpteur et graveur belge, d’origine flamande.

## Biographie
Dupon reçoit une formation artistique aux cours du soir des académies de Roulers et d’Anvers (1884), et plus tard à l’Académie royale des beaux-arts d'Anvers (1885-1887), sous la direction de Thomas Vinçotte (1850-1925). À l'Institut Supérieur d'Anvers, il entre dans l'atelier Verlinden auprès de Joseph Geefs et de Jacques de Braekeleer.
Ses études terminées il travaille d’abord dans l’atelier de Clément Carbon à Roulers. Il était également ami du sculpteur Jules Lagae. En 1891 Dupon reçoit une médaille d'or pour sa composition monumentale Samson tue le Lion et la même année, un second prix au prix de Rome belge pour la sculpture. Il rejoint le cercle De Scalden qui lui rend hommage en 1903. De 1905 à 1934, il enseigne la sculpture à l’Académie d’Anvers.
Il a été un des premiers à réaliser des sculptures en ivoire combinées à des métaux nobles, selon la technique dite chryséléphantine.

## Œuvres
- Josué Dupon est surtout connu comme sculpteur réaliste d’animaux exotiques. Ses grands oiseaux de bronze au sommet des deux piliers massifs de l’entrée monumentale du jardin zoologique d'Anvers établissent sa réputation, de même que son Chameau et son conducteur  de 1900, au sommet du bâtiment administratif du même zoo.
- Dupon a également sculpté des bustes et composé des monuments commémoratifs de guerre (Ichtegem, Berchem (Anvers) : Monument commémoratif de 1904 à Frédéric de Merode, Hoogstraten, Roulers) et autres monuments publics telle la statue équestre du missionnaire jésuite en Inde, Constant Lievens, à Moorslede (1929).
- La composition Homme avec pélican est un bronze conçu comme figure centrale d’une fontaine monumentale érigée au Mont des Arts (Bruxelles). Lors de la rénovation de cette fontaine en 1958 la sculpture en fut retirée. Elle se trouve actuellement au rond-point de l’Unesco, près de la gare de Bruges.
- Comme graveur Dupon a également travaillé l’ivoire, et créé de nombreux médaillons. Il obtint une médaille de bronze (posthume) aux Jeux olympiques de 1936, dans la catégorie « Sculpture[3] ».

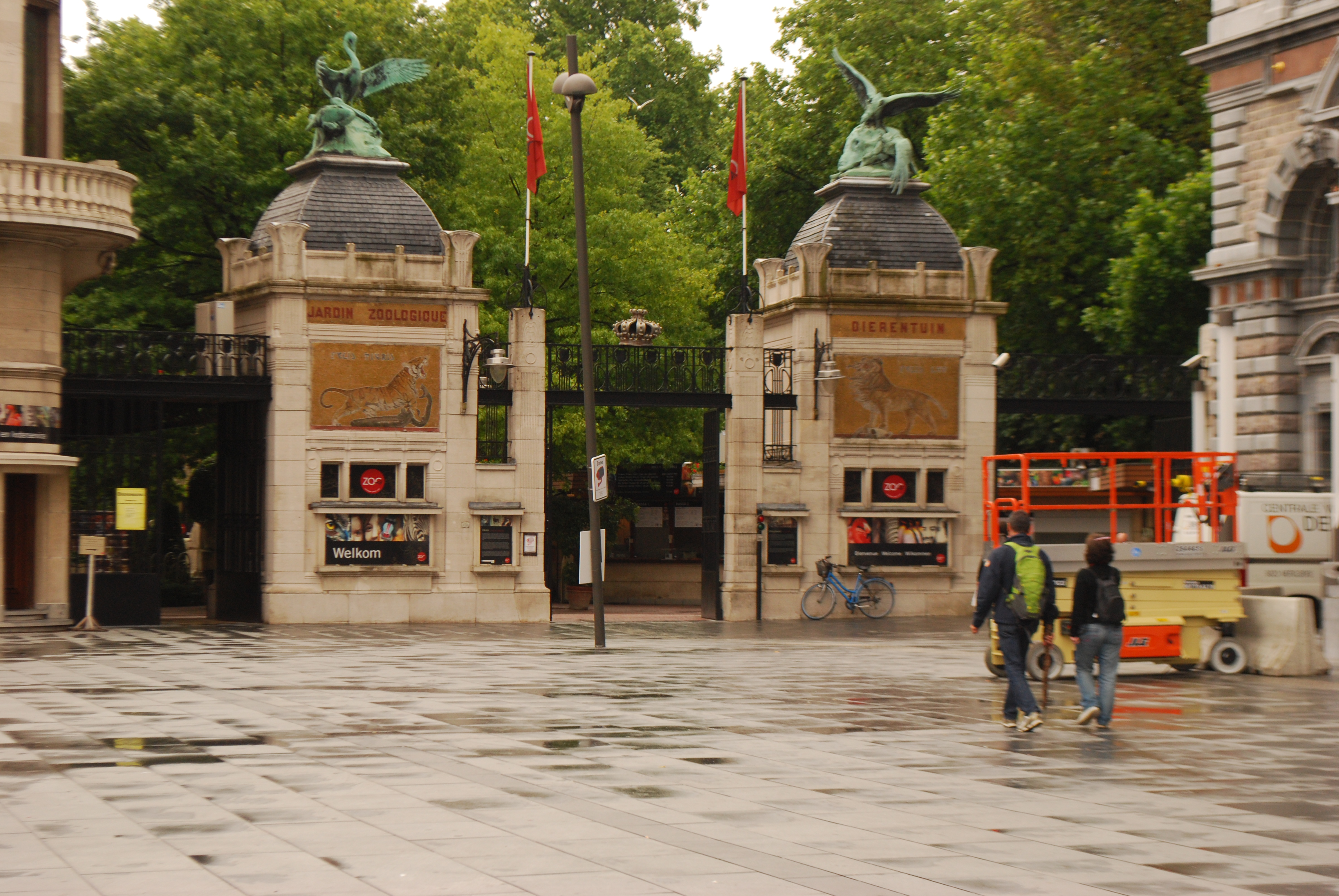
Deux oiseaux exotiques, sur les piliers d'entrée du zoo d'Anvers

## Distinction
- Chevalier de l'ordre de Léopold (19 mars 1903)[4].